# Династія Пізня Лян
Дина́стія Пізня Лян (кит. спрощ. 后凉, піньїнь: Hòu Liáng) — династія, що правила частиною північного Китаю у період шістнадцяти держав з 386 році до свого повалення у 403 році державою Пізня Цінь. Ця династія керувалася ванами (князями) з роду Люй.

## Історія
Засновником держави Пізня Лян став один з вождів тибетського племені ді Люй Гуан. На той час він очолював частину племені, що мешкала на території сучасної провінції Ганьсу. У 386 році після послаблення держави Рання Цінь він оголосив про незалежність. Втім узяв собі лише титул вана. Тривалий час володар Пізньої лян маневрував між різними військовими та політичними силами північного Китаю. Зрештою Люй Гуан вирішив приборкати частину племені хунну та сяньбійцев з роду туфа. Це спричинило громадянську війну та розкол Пізньої Лян. В результаті вже у 403 році її територія була захоплена династією Пізня Цінь.